# Автометаморфізм
Автометаморфі́зм (грец. αύτός — сам і μεταμορφόω — видозмінюю, перетворюю) — сукупність фізико-хімічних процесів, що приводять до зміни мінерального складу гірських порід (як осадових, так і вивержених) під впливом внутрішніх причин (наприклад, при охолодженні магматичних порід) — розчинів і флюїдів, генетично пов'язаних з породами, що формуються. При цьому може відбуватися як перекристалізація мінералів, так і їх метасоматична зміна. Ряд дослідників допускають, що процеси автометаморфізму починаються ще на магматичній стадії, і згідно з цим виділяють:
- власне магматичну (> 600 °C),
- пневматолітичну (600—375°С)
- гідротермальну (< 375 °C) стадії.

Згідно з поширеними уявленнями (Д. С. Коржинський), процеси автометаморфізму відносяться лише до післямагматичного етапу, під час якого змін зазнає вже тверда порода. Процеси зміни мінералів в присутності магми під впливом трансмагматичних розчинів належать до метамагматизму. У цьому випадку (наприклад, для гранітоїдів) розрізняють стадії кислотного вилуговування й осадження лугів.

## Приклади автометаморфізму
Прикладами автометаморфізму є:
- сосюритизація плагіоклазу,
- хлоритизація амфіболу,
- спілітизація і уралітизація порід лужного складу,
- пропілітизація лужних і середніх порід,
- ґрейзенізація лейкогранітів та інше.